# Rasul Boqiev
Rasul Boqiev ou Rasul Bokiev (en tadjik : Расул Боқиев), né le 29 septembre 1982, est un judoka tadjik évoluant dans la catégorie des moins de 73 kg (poids légers). Premier médaillé olympique de l'histoire du sport tadjik, il est aussi triple médaillé continental et médaillé mondial.

## Palmarès

### Jeux olympiques
- Jeux olympiques de 2008 à Pékin (Chine) :
  -  Médaille de bronze en moins de 73 kg (poids légers).

### Championnats du monde
- Championnats du monde 2007 à Rio de Janeiro (Brésil) :
  -  Médaille de bronze en moins de 73 kg (poids légers).

### Divers
- Continental :
  - 2 podiums aux championnats d'Asie (3e en 2005 et 2e en 2007).
  - 1 podium aux Jeux asiatiques (3e en 2006).

- Principaux tournois :
  - 2 podiums au Tournoi de Hambourg (2e en 2006 et 3e en 2008).